# Grøndalsparken
Grøndalsparken er en ca. 3 km. lang park, som løber som et langt grønt bånd mellem jernbanestrækninger og veje fra Damhussøen til Borups Allé. Under overfladen løber den rørlagte Grøndalså. 
Både Københavns Kommune og Frederiksberg Kommune ejer dele af parken.
Grøndalsåen er rørlagt i hele parkens forløb, og rørlægningen tegner den kendte profil i parken: Åen findes rørlagt under den forhøjning, der løber gennem parken. Denne forhøjning og tilhørende dalsænkning hvor der er taget jord til at lægge på røret, er et af parkens særlige kendetegn – særligt når græsset er nyklippet og profilen står skarp.
Parken er tegnet af stadsgartner i Københavns Kommune Fabricius-Hansen og anlagt i perioden 1930 – 1939. Stykket fra Borups Allé er anlagt i 1930, fra Godthåbsvej til Jernbane Allé i 1933 og det sidste stykke til Ålekistevej blev anlagt i 1939. Fabricius-Hansen var byens første stadsgartner, og han har tegnet en del af byens parker og anlæg (Classens Have, Glyptotekshaven mv.) . I samme periode som Grøndalsparken tegnede han Enghaveparken og Nørrebroparken.
Fabricius-Hansens oprindelige plan for parken har givet formen med kantplantninger, grupper af træer og fritstående træer i græs. Dette parkbillede er typisk fra tiden, og de nye plantninger i parken harmonerer med tankerne bag den oprindelige plan.
Parken er indrettet med grupper af træer i klippet græs, markant terræn mod dels vejen, der løber i parkens nordlige kant, og den fine grøft omkring det rørlagte vandløb. Parkens beplantning udgøres skiftevis af rækker og grupper af træer. I flere områder står træer solitært i græs, men lige så ofte står en gruppe af træer i samme art og alder og danner karakteristiske og rumskabende plantninger. Hele parken er kantet af en markant hæk mod vejbanen. Hækken tillader indsyn fra vejarealet, hvor man oplever det grønne rum, men skærmer for udsyn fra parkens græsflader, hvor man opholder sig lavt i terrænet. Dette er en kvalitet, der kendetegner Grøndalsparken og er klart definerende i forhold til, at parken opleves som et haverum.

## Fredning
et areal på  21,5 hektar af parken blev fredet i 2010, dog sådan at  Københavns Kommunes planer om fritlægning af den rørlagte  Grøndals Å er mulig. Fritlægningen samt udformningen og placeringen skal fastsættes i en plejeplan hvis behovet opstår.